# Physalaemus riograndensis
Physalaemus riograndensis es una especie  de anfibios de la familia Leptodactylidae.

## Distribución geográfica
Se encuentra en Argentina, Brasil, Paraguay y Uruguay. 